# Casa lontana
Casa lontana è un film del 1939 diretto da Johannes Meyer.

## Trama

Hans Olden e Kirsten Heiberg interpretano Antonio Petroni e Maria Franchetti

Il celebre tenore Carlo Franchetti sposa la ballerina Maria. L'impresario di lui, contrario alla presenza della donna poiché teme possa causare al suo assistito un calo nel suo lavoro, provoca tra i due una profonda frattura. Decisa a cambiare vita, ella torna nella compagnia dell'umile maestro di danza che aveva lasciato. Essendo la compagnia in forti ristrettezze economiche, Maria firma segretamente delle cambiali in nome del marito  in favore di Kennedy. Carlo, senza più le forze di affrontare il pubblico, si trasferisce in Sud America; qui reincontra Maria, con cui riappacifica i rapporti.  Ma la loro tranquillità è minacciata da Kennedy, che li ricatta di una ben più ingente somma di quanto spettatogli. Una notte notte Carlo affronta Kennedy, e nella colluttazione che ne segue quest'ultimo romane ucciso. Nel processo Carlo sta per essere ritenuto colpevole dell'omicidio, quando Peggi, la moglie di Kennedy, si fa avanti testimoniando, avendo assistito di nascosto alla scena, di essersi trattato di legittima difesa. Carlo, assolto, può proseguire la carriera a fianco di Maria.

## Produzione
Il film fu prodotto dall'Itala Film, venne girato negli studi di Cinecittà in doppia versione, italiano e tedesco, quest'ultima dal titolo Der singende Tor e di più breve durata.

## Distribuzione
Distribuito dalla Generalcine, uscì nelle sale cinematografiche tedesche il 28 dicembre 1939. In Italia uscì nel febbraio 1940. Nel 1942 fece parte dei film di cui il Psychological Warfare Branch vietò la circolazione. Il film ebbe il permesso alla ricircolazione nel 1945, venendo ridistribuito nel 1947/48 e nel 1953.

## Critica
(Filippo Sacchi, Corriere della Sera, 24 marzo 1940)

## Colonna sonora
- A Maria, di Ernesto De Curtis, eseguita da Beniamino Gigli
- A mia moglie, di Franz Grothe, eseguita da Beniamino Gigli
- Canzone del clown, di Riccardo Zandonai, eseguita da Beniamino Gigli